# Lindackeria pauciflora
Lindackeria pauciflora är en tvåhjärtbladig växtart som beskrevs av George Bentham. Lindackeria pauciflora ingår i släktet Lindackeria och familjen Achariaceae. Inga underarter finns listade i Catalogue of Life.